# Clarksville (Pennsylvania)
Clarksville is een plaats (borough) in de Amerikaanse staat Pennsylvania, en valt bestuurlijk gezien onder Greene County.

## Demografie
Bij de volkstelling in 2000 werd het aantal inwoners vastgesteld op 234.
In 2006 is het aantal inwoners door het United States Census Bureau geschat op 222, een daling van 12 (-5,1%).

## Geografie
Volgens het United States Census Bureau beslaat de plaats een oppervlakte van
0,3 km², geheel bestaande uit land.

## Plaatsen in de nabije omgeving
De onderstaande figuur toont nabijgelegen plaatsen in een straal van 8 km rond Clarksville.

## Geboren
- Ron Nyswaner (1956), scenarioschrijver